# Scottish Women’s Premier League Cup 2012
Der Scottish Women’s Premier League Cup wurde 2012 zum 11. Mal ausgespielt. Der schottische Fußball-Ligapokal der Frauen, der unter den Teilnehmern der Scottish Women’s Premier League ausgetragen wurde, begann am 11. März 2012 und endete mit dem Finale am 30. Mai 2012 im Recreation Park in Alloa. Der Ligapokal wurde im K.-o.-System mit 12 Mannschaften ausgetragen. Wurde in einem Duell nach 90 Minuten und Verlängerung kein Sieger ermittelt, so wurde ein Spiel im Elfmeterschießen entschieden.
Als Titelverteidiger startete Hibernian Edinburgh in den Wettbewerb, das im Vorjahresfinale gegen den FC Spartans gewann. Im diesjährigen Endspiel um den Schottischen Liga-Pokal der Frauen standen sich der Glasgow City FC und der FC Spartans gegenüber. Glasgow City erreichte das Finale zum sechsten Mal in der Vereinsgeschichte. Für Spartans war es die fünfte Teilnahme am Endspiel und die dritte in Folge.
Glasgow City konnte durch einen 5:1-Finalsieg zum dritten Mal den Pokal gewinnen und zog damit, mit den Rekordsiegern FC Kilmarnock und Hibernian Edinburgh gleich.

## Termine
| Runde         | Datum          | Spiele | Vereine | Neueinstiege |
| ------------- | -------------- | ------ | ------- | ------------ |
| 1. Runde      | 11. März 2012  | 4      | 8 → 4   | keine        |
| Viertelfinale | 15. April 2012 | 4      | 8 → 4   | 4            |
| Halbfinale    | 2./3. Mai 2012 | 2      | 4 → 2   | keine        |
| Finale        | 30. Mai 2012   | 1      | 2 → 1   | keine        |

## 1. Runde
Die 1. Runde wurde am 11. März 2012 ausgetragen.
| Datum                    |                 | Ergebnis |                     |
| ------------------------ | --------------- | -------- | ------------------- |
| 11. März 2012, 15:00 BST | Glasgow Rangers | 8:1      | FC Falkirk          |
| 11. März 2012, 15:00 BST | Hutchison Vale  | 1:3      | FC Aberdeen         |
| 11. März 2012, 15:00 BST | FC Kilmarnock   | 0:10     | Glasgow City FC     |
| 11. März 2012, 15:00 BST | Celtic Glasgow  | 1:0      | Hibernian Edinburgh |

## Viertelfinale
Das Viertelfinale wurde am 15. April 2012 ausgetragen.
| Datum                     |                     | Ergebnis |                              |
| ------------------------- | ------------------- | -------- | ---------------------------- |
| 15. April 2012, 14:00 BST | FC Spartans         | 2:1      | Inverness Caledonian Thistle |
| 15. April 2012, 15:00 BST | Glasgow City FC     | 7:0      | FC Aberdeen                  |
| 15. April 2012, 15:00 BST | Glasgow Rangers     | 1:3      | Celtic Glasgow               |
| 15. April 2012, 15:15 BST | Hamilton Academical | 1:2      | Forfar Farmington            |

## Halbfinale
Das Halbfinale wurde am 2. und 3. Mai 2012 ausgetragen.
| Datum                  |                   | Ergebnis |                 |
| ---------------------- | ----------------- | -------- | --------------- |
| 2. Mai 2012, 20:30 BST | FC Spartans       | 1:0      | Celtic Glasgow  |
| 3. Mai 2012, 20:30 BST | Forfar Farmington | 0:4      | Glasgow City FC |

## Finale
| FC Spartans                                                     | FC Spartans | Glasgow City FC | Glasgow City FC |
| --------------------------------------------------------------- | --- | --- | --------------- |
| FC Spartans                                                     | \| 30. Mai 2012 um 20:30 Uhr (Ortszeit) in Alloa (Recreation Park) \| \| Ergebnis: 1:5 (0:4) \| \| Schiedsrichterin: Lorraine Clark \| \| Spielbericht \| | \| 30. Mai 2012 um 20:30 Uhr (Ortszeit) in Alloa (Recreation Park) \| \| Ergebnis: 1:5 (0:4) \| \| Schiedsrichterin: Lorraine Clark \| \| Spielbericht \| | Glasgow City FC |
| FC Spartans                                                     | Rachel Harrison – Sarah Ewens (61. Louise Magilton), Claire Crosbie, Victoria Farquhar, Chloe Fitzpatrick – Molly McKean, Bobbie Beveridge, Louise Paterson-Young (53. Danielle Pagliarulo) – Diana Barry, Lana Clelland, Louise Mason (63. Patricia McLaughlin) Cheftrainerin: Debbie McCulloch | Claire Johnstone – Rachel Corsie, Eilish McSorley, Emma Mukandi (78. Julie Melrose), Nicola Docherty, Danica Dalziel – Joanne Love (78. Ciara Barnes), Leanne Ross, Leanne Crichton – Jane Ross, Lisa Evans (78. Katharina Lindner) Cheftrainer: Eddie Black | Glasgow City FC |
| FC Spartans                                                     | 1:4 Lana Clelland (63.) | 0:1 Jenna Ross (8.) 0:2 Danica Dalziel (23.) 0:3 Emma Mitchell (33.) 0:4 Leanne Ross (38.) 1:5 Leanne Ross (59.) | Glasgow City FC |
| 30. Mai 2012 um 20:30 Uhr (Ortszeit) in Alloa (Recreation Park) | | |                 |
| Ergebnis: 1:5 (0:4)                                             | | |                 |
| Schiedsrichterin: Lorraine Clark                                | | |                 |
| Spielbericht                                                    | | |                 |